# جون بوليني
جون بوليني (بالإنجليزية: John Pollini)‏ هو باحث أمريكي، ولد في 15 أغسطس 1945 في بوسطن في الولايات المتحدة.